# Svetozara Miletića (Novi Sad)
Svetozara Miletića (srbsky Светозара Милетића) je ulice v hlavním městě srbské autonomní oblasti Vojvodina, Novi Sad. Nachází se v samotném středu města a spojuje hlavní ulici Zmaj Jovina s ulicí Jovana Subotića u budovy Novosadského divadla.

## Název
Ulice nese název podle srbského politika Svetozara Miletiće. Tak byla pojmenována po roce 1918 i 1945. Během maďarské okupace Vojvodiny byla pojmenována po Lajosovi Kossuthovi. Nejstarší doložený název zněl Lebarski sokak.

## Historie
Jedná se o jednu z nejstarších novosadských ulic. Poprvé se objevila na mapě z roku 1745. Vznikla nejspíše zastavěním původní silnice, která vedla z dnešní hlavní novosadské ulice směrem k obci Rumenka. Její podoba je zachována na řadě historických mapování od počátku 19. století dále. Má svůj význam v dějinách města; bydlely zde větší novosadské rodiny a konaly se zde významné události. Žil zde také i bratr srbského panovníka, Jovan Obrenović a narodil se zde i srbský politik a spisovatel Slobodan Jovanović.

## Doprava
Ulice je průjezdná pro individuální dopravu (jeden jízdní pruh v každém směru) až po nejvýchodnější úsek mezi ulicemi Zmaj Jovina a Grčkoškolska je upraven jako pěší zóna a uzavřen pro automobilovou dopravu. 

## Významné objekty
- Kostel svatého archanděla Petra a Pavla (Novi Sad)
- Svetozara Miletića 8 (Novi Sad), historický dům ve kterém žil Sava Vuković.[3]